# AfroCubism
AfroCubism(아프로큐비즘)은 말리와 쿠바 출신 음악가들 사이에 협업한 그래미 어워드 후보 음반이다. 2010년 발매되었다.
AfroCubism의 아이디어는 동일 쿠바 음악가들의 다수를 장식한 1997년의 부에나 비스타 소셜 클럽 음반의 오리지널 콘셉트였다.

## 곡 목록
1. Mali Cuba
2. Al vaivén de mi carreta
3. Karamo
4. Djelimady Rumba
5. La culebra
6. Jarabi
7. Eliades tumbao 27
8. Dakan
9. Nima diyala
10. A la luna yo me voy
11. Para los pinares se va Montoro
12. Benséma
13. Guantanamera

## 같이 보기
- 부에나 비스타 소셜 클럽